# Medhafushi (Lhaviyani-atol)
Medhafushi is een van de onbewoonde eilanden van het Lhaviyani-atol behorende tot de Maldiven.